# Зеланд (Саксония-Анхальт)
Зеланд (нем. Seeland) — городской округ в Германии, в земле Саксония-Анхальт, входит в состав района Зальцланд.
Население составляет 8495 человек (на 31 декабря 2013 года). Занимает площадь 78,79 км².

## История создания
Городской округ Зеланд был образован 15 июля 2009 года, в его состав в качестве районов вошли поселения:
- Нахтерштедт,
- Фридрихсауэ,
- Фрозе,
- Хойм,
- Шаделебен.

1 сентября 2010 года в состав городского округа вошёл ещё один населённый пункт:
- Гатерслебен.

## Галерея

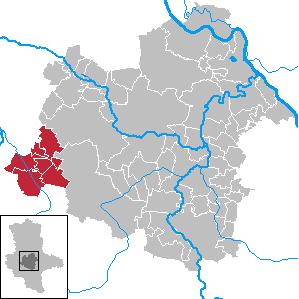
Зеланд на карте района
Районы Зеланда
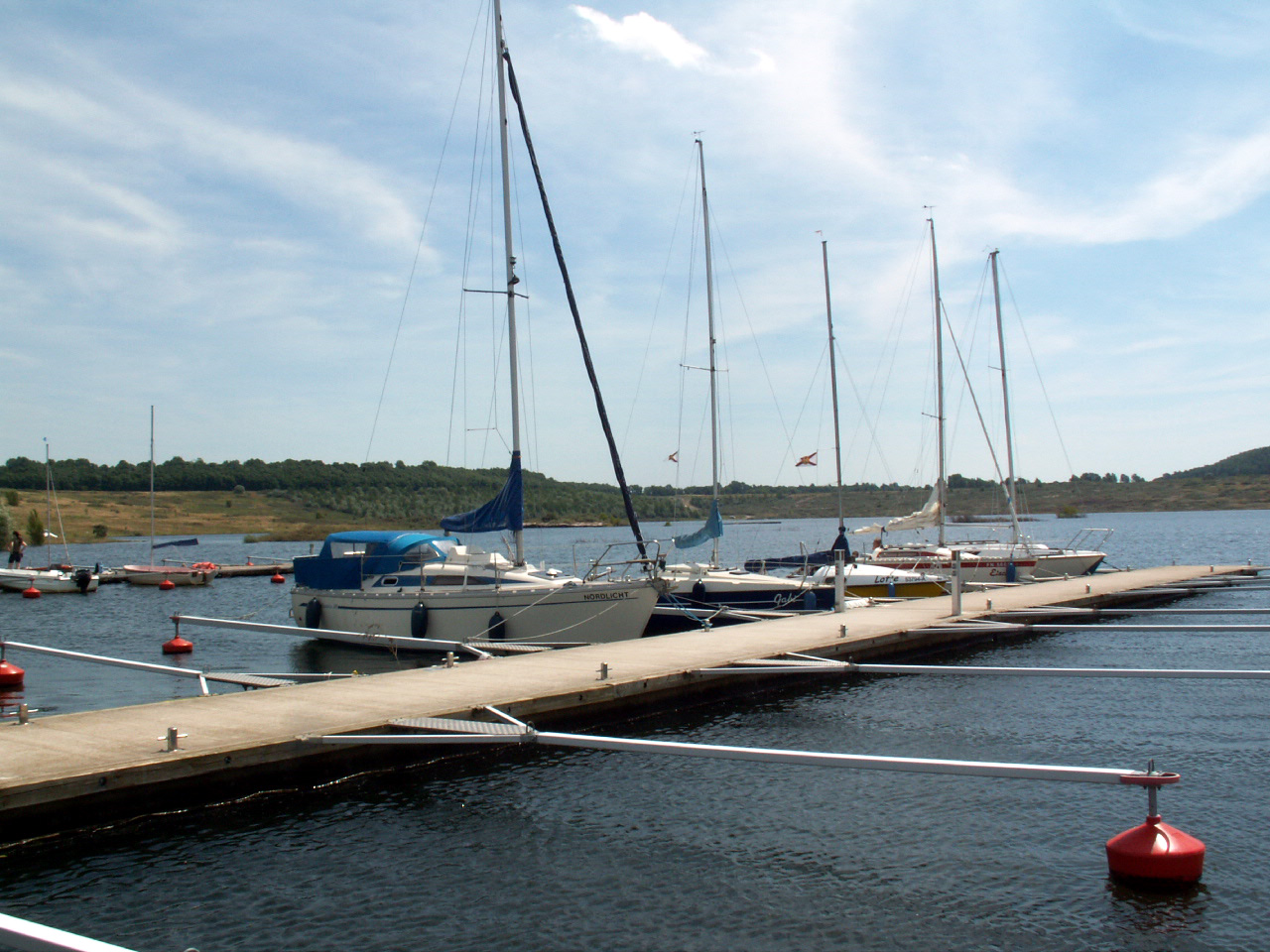
Искусственное озеро Конкордия
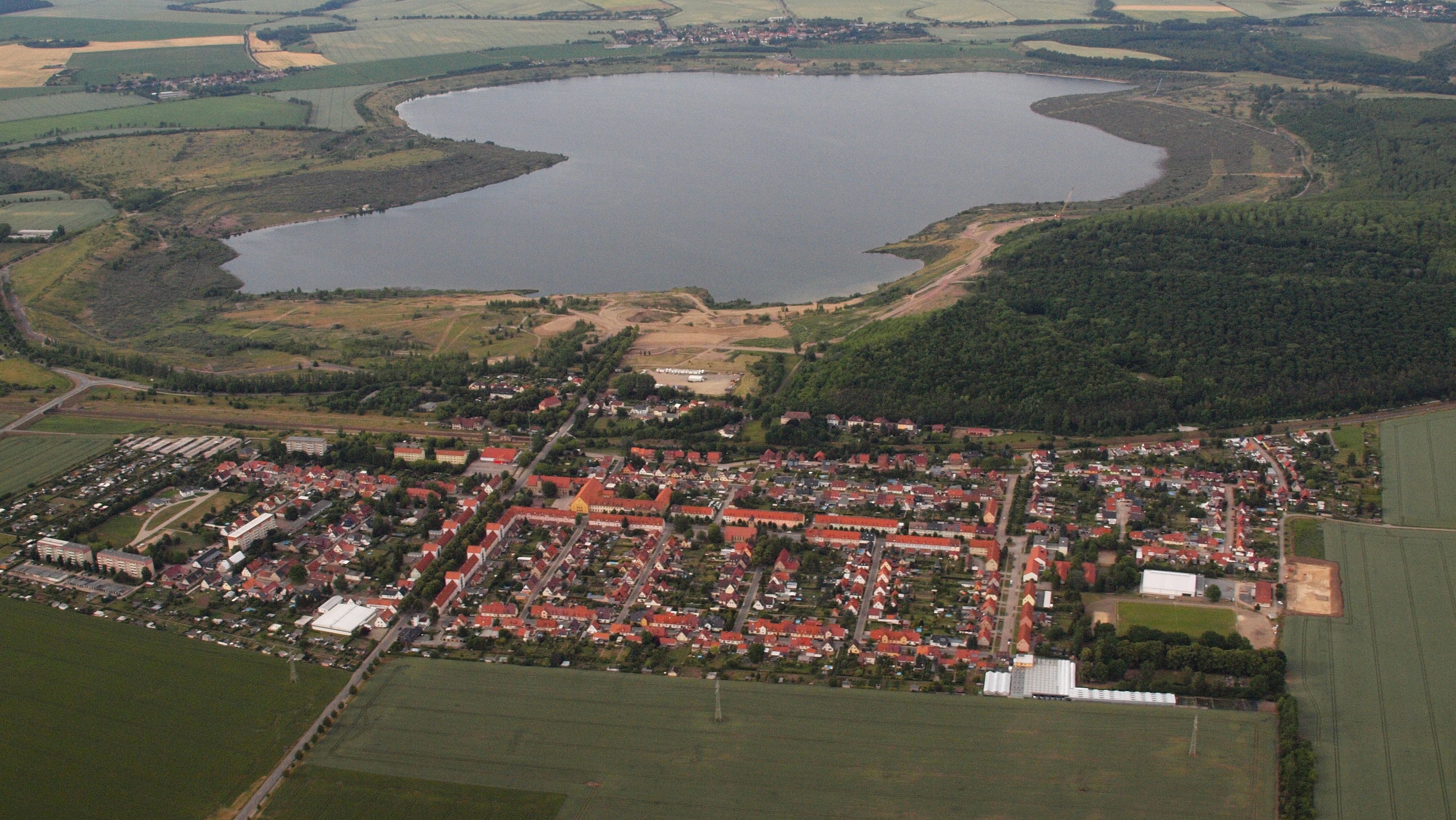
Вид на Нахтерштедт и озеро Конкордия